# 乗り鉄トラベラーズ2ndシーズン
『乗り鉄トラベラーズ2ndシーズン』（のりてつトラベラーズセカンドシーズン）は、CS放送チャンネルMONDO21（スカパー!279ch）、ならびにパンチクラブ（スカパー!e2291ch）で放送された鉄道バラエティ番組である。全13回。

## 概要
日本国内の全ての鉄道駅下車を達成したトラベルライター横見浩彦が、日本一の鉄ドル（鉄道アイドル）を目指す木村裕子と日本全国の味な路線を乗りつぶし、鉄道の素晴らしさを伝える本格鉄道バラエティ。
前作の『乗り鉄おすすめ!鉄道トラベラーズ』が好評だったため、パート2として番組が制作された。

## 出演者
- 横見浩彦
- 木村裕子
- 岡本聡一郎 - ナレーター

## スタッフ
- 構成 - 市川幸宏
- 演出 - 中村達広
- 制作 - MONDO21、JIC

## ラインナップ
1. 近江鉄道（前編）
2. 近江鉄道（後編）
3. 信楽高原鐵道
4. 叡山電鉄
5. 樽見鉄道
6. 明知鉄道
7. 野岩鉄道会津鬼怒川線
8. 会津鉄道会津線（前編）
9. 会津鉄道会津線（後編）
10. 秩父鉄道（前編）
11. 秩父鉄道（後編）
12. 上信電鉄（前編）
13. 上信電鉄（後編）

## 番組内コーナー
- 横見浩彦のステーションブレイク
  - 横見が認定する究極の駅を紹介するコーナー。
- 木村裕子のYOU遊トレイン
  - 木村が憧れのイケメン車両を紹介するコーナーで、この2ndシーズンから始められた。

## 放送時間
1週間ごとに番組内容が更新（初回時）。
- MONDO21
※印はパンチクラブでも放送。
  - 木曜 23:30 - 24:00※（初回放送）
  - 金曜 20:30 - 21:00
  - 日曜 15:30 - 16:00
  - 月曜 16:00 - 16:30※
  - 水曜 15:30 - 16:00※
- モバHO!
チャンネルONEでの放送時間。
  - 木曜 23:30 - 24:00
  - 水曜 15:30 - 16:00